# Melechov
Melechov är ett berg i Tjeckien.   Det ligger i regionen Vysočina, i den centrala delen av landet, 80 km sydost om huvudstaden Prag. Toppen på Melechov är 707 meter över havet.
Terrängen runt Melechov är platt österut, men västerut är den kuperad. Melechov är den högsta punkten i trakten. Runt Melechov är det ganska tätbefolkat, med 155 invånare per kvadratkilometer. Närmaste större samhälle är Havlíčkův Brod, 19,1 km öster om Melechov. Omgivningarna runt Melechov är en mosaik av jordbruksmark och naturlig växtlighet.